# Burning the Witches
Albums de Warlock
Hellbound
(1985)
Burning The Witches est le premier album studio du groupe allemand Warlock.

## Liste des titres
| A1. | Signs of Satan  | Rudy Graf  | Rudy Graf     | 3:43 |
| A2. | After the Bomb  | Rudy Graf  | Peter Szigeti | 3:30 |
| A3. | Dark Fade       | Doro Pesch | Peter Szigeti | 4:14 |
| A4. | Homicide Rocker | Rudy Graf  | Rudy Graf     | 4:14 |
| A5. | Without You     | Doro Pesch | Peter Szigeti | 5:40 |

| B1. | Metal Racer         | Rudy Graf  | Rudy Graf     | 3:53 |
| B2. | Burning the Witches | Rudy Graf  | Rudy Graf     | 4:29 |
| B3. | Hateful Guy         | Doro Pesch | Rudy Graf     | 3:54 |
| B4. | Holding Me          | Doro Pesch | Peter Szigeti | 4:20 |

## Composition du groupe
- Doro Pesch - chants
- Frank Rittel - basse
- Rudy Graf - guitare
- Peter Szigeti - guitare
- Michael Eurich - batterie